# Merna
Merna – wieś w Stanach Zjednoczonych, w stanie Nebraska, w hrabstwie Custer.